# Раздолье (Московская область)
Раздолье (до 2004 года Совхозный) — посёлок в Клинском районе Московской области, в составе Воронинского сельского поселения. Население — 311 чел. (2010). До 2006 года Раздолье входило в состав Воронинского сельского округа
Посёлок расположен в северной части района, примерно в 12 км к северо-востоку от райцентра Клин, у истоков безымянной речки бассейна реки Сестра (левый приток Дубны), высота центра над уровнем моря составляет 158 м. Ближайшие населённые пункты — посёлок ПМК-8 на юго-западе и Заовражье на юге. У западной окраины посёлка проходит региональная автодорога 46Н-03760 (автотрасса М10 «Россия» — Московское большое кольцо).

## Население
| 2002 | 2006 | 2010 |
| ---- | ---- | ---- |
| 309  | ↗317 | ↘311 |